# Шопенгауэр, Андреас
Андреас Шопенгауэр (нем. Andreas Schopenhauer; 11 июня 1720 — 23 декабря 1793, Гданьск, Западная Пруссия, Пруссия) — немецкий купец в Данциге. Дед философа Артура Шопенгауэра.

## Биография
Андреас Шопенгауэр родился 11 июня 1720 года в семье купцов. Отец Андреаса, Иоганн Шопенгауэр (1670—после 1724), был первым упомянутым купцом в семье и арендатором поместья Штуттгоф, матерью была Мария Элизабет Шопенгауэр, урождённая Лессиг (ум. 1726), дочь купца Андреаса Лессига (1658—1713). Его семья была засвидетельствована, как фермеры в районе Гданьска с XV века.
Андреас Шопенгауэр получил образование бизнесмена и получил наследство своего отца, когда достиг совершеннолетие в 1741 году, а также долю своего умершего брата Иоганна Лео (1711—1741). В 1744 году он основал торговую компанию вместе с Хендриком Сурманом (Иоганн Генрих Сурман), который был представителем Нидерландов в ганзейском городе Данциг. Оно экспортировало деревянные изделия во Францию (Дюнкерк, Бордо), а также в Нидерланды (Амстердам) и Англию, а также импортировало вино и соль. Имелись также торговые контакты с царским двором в Петербурге. С 1750 года компанией единолично управлял Шопенгауэр. Ему принадлежала фабрика по производству крафт-муки в Огре и зольник в Новой Шотландии, несколько зданий в Гданьске, в том числе семейный дом на улице Святого Духа 114 (сегодня улица Св. Духа 47, место рождения Артура Шопенгауэра) и бывший дом Аббаты Оливы, также поместье в Огре площадью половину города.
Андреас Шопенгауэр также занимался финансовым бизнесом, работал банкиром и помогал городу Гданьску в трудные времена. Имеются документы об осуждении за незаконную обширную торговлю серебряной монетой Тымф. Шопенгауэр также выступал в качестве благотворителя и был членом правления детского приюта с 1746 по 1780 год.
У Андреаса Шопенгауэра в доме было множество картин, но их художники неизвестны. Он был самым богатым членом семьи Шопенгауэров и создал собственность, благодаря которой могли жить последующие поколения.
Андреас Шопенгауэр умер 23 декабря 1793 года в Гданьске, возрасте 73-х лет.
Андреас Шопенгауэр был похоронен в семейной могиле церкви в Огре.

## Семья
Андреас Шопенгауэр был женат на Анне Ренате Сурман (1726—1804), дочери своего делового партнёра Хендрика Сурмана (1700—1775) и его жены Анны Марии Раммельманн (род. 1700). У них было 15 детей, среди них был Генрих Флорис, который впоследствии стал отцом философа Артура Шопенгауэра.
- Иоганн Генрих Шопенгауэр (1746)
- Генрих Флорис Шопенгауэр (1747—1805) — в 1785 году женился на Иоганне Трозинер (1766—1838), дочери купца и олдермена Кристиана Генриха Трозинера (1730—1797) и его жены Элизабет Трозинер, урождённой Леманн (1745—1818), дочери данцигского фармацевта Георга Леманна (ум. 1762) и его жены Сюзанны Конкордии Леманн, урождённой Нейман (род. 1718), имел двоих детей:
  - Артур Шопенгауэр (1788—1860) – философ.
  - Адель Шопенгауэр (1797—1849) – писательница.
- Иоганн Фридрих Шопенгауэр (1748—1794)
- Мария Рената Шопенгауэр (1750—1807) — в 1779 году вышла замуж за купца Кристиана Готфрида Титца (1740—1789), их сыном был Карл Готфрид Титц (1781—1833).
- Анна Шарлотта Шопенгауэр (1751)
- Анна Сабина Шопенгауэр (1755)
- Карл Готхильф Шопенгауэр (1757)
- Михаэль Андреас Шопенгауэр (1758—1813)
- Флорентина Шарлотта Шопенгауэр (1760)
- Карл Готфрид Шопенгауэр (1761—1795)
- Шарлотта Левиана Шопенгауэр (1763)